# ألكساندر ميير
ألكسندر ماير (بالألمانية: Alexander Meyer)‏ مواليد 19 أكتوبر 1983 في يوليش، هو لاعب كرة قدم ألماني سابق كان يلعب كمدافع، شارك في مسيرته في 97 مباراة وسجل 3 أهداف.

## المسيرة الاحترافية
- نادي دويسبورغ
- نادي دويسبورغ
- باير 04 ليفركوزن

## روابط خارجية
- ألكساندر ميير على موقع الاتحاد الدولي (مؤرشف)  (الإنجليزية)
- ألكساندر ميير على موقع قاعدة بيانات كرة القدم.إي يو (الإنجليزية)
- ألكساندر ميير على موقع بيانات كرة القدم. دي إي (الألمانية)
- ألكساندر ميير على موقع عالم كرة القدم.نت (الإنجليزية)